# 화성인 마틴
《화성인 마틴》(영어: My Favorite Martian)은 1999년에 개봉한 미국의 SF 코미디 영화이다. 1963년부터 1966년까지 CBS에서 방영한 동명 텔레비전 시리즈를 영화화했다.

## 출연진
- 크리스토퍼 로이드 - 마틴 삼촌 / 화성인 역
- 제프 대니얼스 - 팀 오하라 역
- 엘리자베스 헐리 - 브레이스 채닝 역
- 대릴 해나 - 리지 역
- 월리스 숀 - 엘리엇 콜라이 박사 역
- 크리스틴 에버솔 - 로럴라이 브라운 부인 역
- 마이클 러너 - 채닝 씨 역
- 셸리 멀릴 - 필릭스 역
- T.K. 카터 - 레니 역
- 레이 월스턴 - 아미탠 / 니너트 역
- 마이클 베일리 스미스 - 경비 역
- 스티븐 앤서니 로런스 - 주트 역 (목소리)

## 우리말 녹음
KBS 성우진 (2005년 2월 8일)
- 이완호 - 마틴(크리스토퍼 로이드)
- 이재용 - 팀(제프 대니얼스)
- 윤소라 - 리지(대릴 해나)
- 함수정 - 브레이스(엘리자베스 헐리)
- 이윤선 - 콜라이(월리스 숀)
- 최흘 - 아미탠(레이 월스턴)
- 이경자 - 로럴라이
- 나수란 - 할머니
- 노민 - 국장
- 이호인 - 주트(웨인 나이트)
- 유제상 - 과학자
- 박규웅 - 뉴스 해설자
- 서윤석 - 중령
- 박정민 - 필릭스(셸리 멀릴)
- 석원희 - 경호원